# Bamasko
Bamasko is een bestuurslaag in het regentschap Musi Rawas van de provincie Zuid-Sumatra, Indonesië. Bamasko telt 2600 inwoners (volkstelling 2010).